# 우얼허구
우얼허구(위구르어: ئورقۇ رايونى 오르쿠 구, 중국어: 乌尔禾区, 병음: Wū'ěrhé Qū)는 신장 위구르 자치구 커라마이 시의 현급 행정구역이다. 넓이는 2,229km2이고, 인구는 2007년 기준으로 10,000명이다.

## 행정 구역
1개 가도, 1개 향을 관할한다.
- 가도변사소: 柳树街道.
- 향: 乌尔禾乡.